# Jens Nørskov
Jens Kehlet Nørskov (født 21. september 1952) er en dansk fysiker, der siden 2018 har været tilknyttet Danmarks Tekniske Universitet som Villum Kann Rasmussen-professor på Institut for Fysik. Han har tidligere været ansat som Leland T. Edwards Professor of Chemical Engineering på Stanford University og Professor of Photon Science ved SLAC National Accelerator Laboratory. Han er desuden Founding Director of SUNCAT Center for Interface Science and Catalysis. Han er særlig kendt for sit arbejde med teoretiske beskrivelser af overflader, katalyse, materialer, nanostrukturer og biomolekyler. Nørskov har været med til at udgive ca. 580 videnskabelige artikler, hvoraf flere er blevet citeret mange hundrede gange. I marts 2021 var hans artikler blevet citeret mere end 170.000 gange, og han havde et H-index på 179. Han var på Thomson Reuters' liste over de 100 vigtigste kemikere baseret på deres impact-factor af deres forskning fra 2000-2010.

## Uddannelse
Nørskov blev uddannet i fysik og kemi fra Aarhus Universitet i 1976, og fik derefter en Ph.d. i teoretisk fysik i 1979 samme sted under B. I. Lundqvist.

## Karriere
Efter endt uddannelse blev han ansat på Aarhus Universitet som seniorforsker fra 1979-1981, og han arbejdede også som postdoc på Thomas J. Watson Research Center i New York. I 1981 var han kortvarigt ansat på den danske katalysatorvirksomhed Haldor Topsøe, som han vendte tilbage til fra 1985-1987. Samtidig med denne ansættelse var han adjunkt på Nordisk Institut for Teoretisk Fysik i København. Han blev siden bestyrelsesmedlem i  Haldor Topsøe A/S. I 1987 blev han ansat som forskningsprofessor på Danmarks Tekniske Universitet (DTU) og i 1992 som professor i teoretisk fysik. I årene 1993-2003 var han centerleder på Center for Atomic-scale Materials Physics (CAMP) på DTU, hvilket blev oprettet i 1993 af Danmarks Grundforskningsfond.
Han var tilknyttet DTU frem til juni 2010, hvor han flyttede til Stanford University for at blive Leland T. Edwards Professor of Chemical Engineering og Founding Director of SUNCAT Center for Interface Science and Catalysis. Dette center forsøger at udvikle katalysatorer, der ved hjælp af sollys kan omdanne vand og kuldioxid til flydende brændstof.
I juli 2018 flyttede han tilbage til Danmarks Tekniske Universitet for at blive Villum Kann Rasmussen-professor. Nørskov er formand for Danmarks Grundforskningsfond.
Nørskovs arbejde med computerbaseret heterogen katalyse har i flere tilfælde ledt til nye ideer som f.eks. ammoniaksyntese og brændselscelle Han har været medlem af redaktionen på adskillige videnskabelige tidsskrifter som Journal of Chemical Physics, Computational Science and Discovery, Journal of Molecular Catalysis A: Chemical, Physical Chemistry Chemical Physics, Industrial Catalysis News, Journal of Calysis, Catalysis Letters, Surface Science, Surface Review and Letters og Chemical Physics Letters. Han er æresdoktor på Technische Universiteit Eindhoven, Norges teknisk-naturvitenskapelige universitet (NTNU) samt Technische Universität München (TUM).
Han er medlem af Akademiet for de Tekniske Videnskaber, Det Kongelige Danske Videnskabernes Selskab, Academia Europaea og udenlandsk medlem af US National Academy of Engineering.
Han har modtaget adskillige priser for sit videnskabelige arbejde, se Nomineringer og priser. Disse tæller bl.a. Villum Kann Rasmussens Årslegat til Teknisk og Naturvidenskabelig Forskning i 1993, DTUs innovationspris i 2005, Grundfosprisen i 2007 og G.A. Hagemanns Guldmedalje, der gives til danske ingeniører og naturvidenskabsfolk af DTU, i 2013.

## Privatliv
Jens Nørskov er gift med Bodil. [kilde mangler]

## Videnskabelige artikler
Google Scholar